# Pavel Anatoljevics Szudoplatov
Pavel Anatoljevics Szudoplatov (oroszul: Павел Анатольевич Судоплатов; Melitopol, 1907. július 7. – 1996. szeptember 26.) szovjet titkosszolgálati tiszt. Részt vett több, a szovjet rendszer ellenségének minősített ismert személy likvidálásában.

## Élete
Melitopol városában született orosz anya és ukrán apa gyermekeként. 1921-ben, 14 éves korában lépett be a CSEKA-ba, a szovjet kémszervezetbe. 1927-ben az ukrán OGPU (a CSEKA utódszervezete) tagja. 1928-ban elvette a zsidó származású Emma Kaganovát, aki szintén OGPU ügynökként dolgozott. 1933-ban Moszkvába helyezik. A szovjet vezetés figyelmét 1938-ban Jevhen Konovalec nacionalista vezető meggyilkolásával keltette fel. 
Emlékirataiban Szudoplatov leírta, hogy Konovalec likvidálására személyesen Sztálintól kapott parancsot, amit egy csokoládés dobozba rejtett pokolgéppel hajtott végre. Innentől kezdve Szudoplatov a likvidálások szekértőjeként dolgozott az OGPU-nál és utódszervezeteinél (NKVD, MGB, KGB) 1938-ban rövid ideig az NKVD külügyi részlegének vezetője, majd miután főnökeit letartóztatták és kivégezték, rövid ideig az ő helyzete is bizonytalan volt. 1939-ben Sztálin úgy döntött, hogy mégsem likvidáltatja, hanem Berija tanácsára megbízta a Lev Trockij elleni merénylet megszervezésével. 1940-ben sikeresen végrehajtotta a feladatot. 
A háború alatt a frontvonal mögötti gerilla- és szabotázsakciókat szervezte meg, melyek nemcsak a németek ellen, hanem a németek felszabadítóiként üdvözlő nemzetek ellen is alkalmaztak. 1944-ben bekapcsolódott a szovjet atomprogramba, melyben elsősorban az amerikai kutatási eredmények megszerzésének szervezésében szerzett érdemeket. A háború után Nyikita Hruscsov irányításával az ukrán nacionalista felkelés szétverésében működött közre. Sztálin halála után, mivel Berija emberének tekintette őt Hruscsov és Malenkov, ezért Berija kivégzése után letartóztatták őt és 15 év börtönbüntetésre ítélték. A börtönben volt helyettesével, Nahum Eitingonnal közösen megírták a gerilla-hadviselés módszertanát, amire a jelenlegi orosz különleges alakulatok kiképzése is támaszkodik (SzpecNaz).
1968-ban szabadult. Anatolij Andrejev álnéven három könyvet publikált, aktívan részt vett a veterán mozgalomban. Több mint húsz éven keresztül küzdött a rehabilitálásáért, melyre 1992-ben került sor.
Fiával, a Moszkvai Állami Egyetemen történészként tanító és a titkosszolgálatok történetével foglalkozó Anatolij Szudoplatovval (1944–2005) megírta visszaemlékezéseit, melyet Razvedka i Kreml (A hírszerzés és a Kreml) címen 1994-ben adtak ki (1996-ban angolul és németül is megjelent).